# Collegio di Leyton and Wanstead
Leyton and Wanstead è un collegio elettorale situato nella Grande Londra, e rappresentato alla Camera dei comuni del Parlamento del Regno Unito. Elegge un membro del parlamento con il sistema first-past-the-post, ossia maggioritario a turno unico; l'attuale parlamentare è Calvin Bailey del Partito Laburista, che rappresenta il collegio dal 2024.

## Estensione

Leyton and Wanstead dal 2010 al 2024

Il collegio si trova nei borghi di Redbridge e Waltham Forest, nella parte nord-orientale di Londra, e comprende Leyton, Wanstead, Leytonstone e South Woodford. Il collegio fu creato per le elezioni generali del 1997 succedendo a Leyton, e a parti di quello che era stato Wanstead and Woodford.
Il collegio consta dei seguenti ward elettorali: 
- 1997-2024: Snaresbrook e Wanstead nel borgo londinese di Redbridge; Cann Hall, Cathall, Forest, Grove Green, Leyton e Leytonstone nel borgo londinese di Waltham Forest.
- dal 2024: South Woodford, Wanstead Park e Wanstead Village nel borgo londinese di Redbridge; Cann Hall, Cathall, Forest, Grove Green, Hoe Street, Leyton e Leytonstone nel borgo londinese di Waltham Forest.[1]

## Membri del parlamento
| Elezione | Elezione      | Deputato    | Partito   |
| -------- | ------------- | ----------- | --------- |
|          | 1997          | Harry Cohen | Laburista |
| 2010     | John Cryer    |             | Laburista |
| 2024     | Calvin Bailey |             | Laburista |

## Elezioni

### Elezioni negli anni 2020
| Partito                    | Partito                                | Candidato                  | Risultati 4 luglio 2024 | Risultati 4 luglio 2024 |
| Partito                    | Partito                                | Candidato                  | Voti                    | %                       |
| -------------------------- | -------------------------------------- | -------------------------- | ----------------------- | ----------------------- |
|                            | Laburista                              | Calvin Bailey              | 20 755                  | 47,46                   |
|                            | Verdi                                  | Charlotte Lafferty         | 6 791                   | 15,53                   |
|                            | Conservatore                           | Gloria Croxall             | 4 846                   | 11,08                   |
|                            | Indipendente                           | Shanell Johnson            | 4 173                   | 9,54                    |
|                            | Lib Dem                                | Tara Copeland              | 2 815                   | 6,44                    |
|                            | Reform UK                              | David Sandground           | 2 475                   | 5,66                    |
|                            | Workers                                | Mahtab Anwar Aziz          | 1 633                   | 3,73                    |
|                            | Rejoin EU                              | Simon Bezer                | 244                     | 0,56                    |
|                            |                                        |                            |                         |                         |
| Iscritti                   | Iscritti                               | Iscritti                   | 73 366                  | 100,00                  |
| ↳ Votanti (% su iscritti)  | ↳ Votanti (% su iscritti)              | ↳ Votanti (% su iscritti)  | 43 732                  | 59,61                   |
| ↳ Astenuti (% su iscritti) | ↳ Astenuti (% su iscritti)             | ↳ Astenuti (% su iscritti) | 29 634                  | 40,39                   |
|                            |                                        |                            |                         |                         |
|                            | Esito: collegio confermato a Laburista |                            |                         |                         |

### Elezioni negli anni 2010
| Partito                    | Partito                                | Candidato                  | Risultati 12 dicembre 2019 | Risultati 12 dicembre 2019 |
| Partito                    | Partito                                | Candidato                  | Voti                       | %                          |
| -------------------------- | -------------------------------------- | -------------------------- | -------------------------- | -------------------------- |
|                            | Laburista                              | John Cryer                 | 28 836                     | 64,73                      |
|                            | Conservatore                           | Noshaba Khiljee            | 8 028                      | 18,02                      |
|                            | Lib Dem                                | Ben Sims                   | 4 666                      | 10,47                      |
|                            | Verdi                                  | Ashley Gunstock            | 1 805                      | 4,05                       |
|                            | Brexit                                 | Zulf Jannaty               | 785                        | 1,76                       |
|                            | Indipendente                           | Henry Scott                | 427                        | 0,96                       |
|                            |                                        |                            |                            |                            |
| Iscritti                   | Iscritti                               | Iscritti                   | 64 852                     | 100,00                     |
| ↳ Votanti (% su iscritti)  | ↳ Votanti (% su iscritti)              | ↳ Votanti (% su iscritti)  | 44 547                     | 68,69                      |
| ↳ Astenuti (% su iscritti) | ↳ Astenuti (% su iscritti)             | ↳ Astenuti (% su iscritti) | 20 305                     | 31,31                      |
|                            |                                        |                            |                            |                            |
|                            | Esito: collegio confermato a Laburista |                            |                            |                            |

| Partito                    | Partito                                | Candidato                  | Risultati 8 giugno 2017 | Risultati 8 giugno 2017 |
| Partito                    | Partito                                | Candidato                  | Voti                    | %                       |
| -------------------------- | -------------------------------------- | -------------------------- | ----------------------- | ----------------------- |
|                            | Laburista                              | John Cryer                 | 32 234                  | 69,81                   |
|                            | Conservatore                           | Laura Farris               | 9 627                   | 20,85                   |
|                            | Lib Dem                                | Ben Sims                   | 2 961                   | 6,41                    |
|                            | Verdi                                  | Ashley Gunstock            | 1 351                   | 2,93                    |
|                            |                                        |                            |                         |                         |
| Iscritti                   | Iscritti                               | Iscritti                   | 65 149                  | 100,00                  |
| ↳ Votanti (% su iscritti)  | ↳ Votanti (% su iscritti)              | ↳ Votanti (% su iscritti)  | 46 173                  | 70,87                   |
| ↳ Astenuti (% su iscritti) | ↳ Astenuti (% su iscritti)             | ↳ Astenuti (% su iscritti) | 18 976                  | 29,13                   |
|                            |                                        |                            |                         |                         |
|                            | Esito: collegio confermato a Laburista |                            |                         |                         |

| Partito                    | Partito                                | Candidato                  | Risultati 7 maggio 2015 | Risultati 7 maggio 2015 |
| Partito                    | Partito                                | Candidato                  | Voti                    | %                       |
| -------------------------- | -------------------------------------- | -------------------------- | ----------------------- | ----------------------- |
|                            | Laburista                              | John Cryer                 | 23 858                  | 58,61                   |
|                            | Conservatore                           | Matthew Scott              | 8 939                   | 21,96                   |
|                            | Verdi                                  | Ashley Gunstock            | 2 974                   | 7,31                    |
|                            | UKIP                                   | Rosamund Beattie           | 2 341                   | 5,75                    |
|                            | Lib Dem                                | Carl Quilliam              | 2 304                   | 5,66                    |
|                            | Indipendente                           | Mahtab Aziz                | 289                     | 0,71                    |
|                            |                                        |                            |                         |                         |
| Iscritti                   | Iscritti                               | Iscritti                   | 64 580                  | 100,00                  |
| ↳ Votanti (% su iscritti)  | ↳ Votanti (% su iscritti)              | ↳ Votanti (% su iscritti)  | 40 705                  | 63,03                   |
| ↳ Astenuti (% su iscritti) | ↳ Astenuti (% su iscritti)             | ↳ Astenuti (% su iscritti) | 23 875                  | 36,97                   |
|                            |                                        |                            |                         |                         |
|                            | Esito: collegio confermato a Laburista |                            |                         |                         |

| Partito                    | Partito                                | Candidato                  | Risultati 6 maggio 2010 | Risultati 6 maggio 2010 |
| Partito                    | Partito                                | Candidato                  | Voti                    | %                       |
| -------------------------- | -------------------------------------- | -------------------------- | ----------------------- | ----------------------- |
|                            | Laburista                              | John Cryer                 | 17 511                  | 43,60                   |
|                            | Lib Dem                                | Farooq Qureshi             | 11 095                  | 27,63                   |
|                            | Conservatore                           | Ed Northover               | 8 928                   | 22,23                   |
|                            | UKIP                                   | Graham Wood                | 1 080                   | 2,69                    |
|                            | Verdi                                  | Ashley Gunstock            | 562                     | 1,40                    |
|                            | BNP                                    | Jim Clift                  | 561                     | 1,40                    |
|                            | Cristiano                              | Sonika Bhatti              | 342                     | 0,85                    |
|                            | Independents Federation UK             | Martin Levin               | 80                      | 0,20                    |
|                            |                                        |                            |                         |                         |
| Iscritti                   | Iscritti                               | Iscritti                   | 63 541                  | 100,00                  |
| ↳ Votanti (% su iscritti)  | ↳ Votanti (% su iscritti)              | ↳ Votanti (% su iscritti)  | 40 159                  | 63,20                   |
| ↳ Astenuti (% su iscritti) | ↳ Astenuti (% su iscritti)             | ↳ Astenuti (% su iscritti) | 23 382                  | 36,80                   |
|                            |                                        |                            |                         |                         |
|                            | Esito: collegio confermato a Laburista |                            |                         |                         |

### Elezioni negli anni 2000
| Partito                    | Partito                                | Candidato                  | Risultati 5 maggio 2005 | Risultati 5 maggio 2005 |
| Partito                    | Partito                                | Candidato                  | Voti                    | %                       |
| -------------------------- | -------------------------------------- | -------------------------- | ----------------------- | ----------------------- |
|                            | Laburista                              | Harry Cohen                | 15 234                  | 45,79                   |
|                            | Lib Dem                                | Meher Khan                 | 8 377                   | 25,18                   |
|                            | Conservatore                           | Julien Foster              | 7 393                   | 22,22                   |
|                            | Verdi                                  | Ashley Gunstock            | 1 522                   | 4,57                    |
|                            | UKIP                                   | Nick Jones                 | 591                     | 1,78                    |
|                            | Indipendente                           | Marc Robertson             | 155                     | 0,47                    |
|                            |                                        |                            |                         |                         |
| Iscritti                   | Iscritti                               | Iscritti                   | 60 444                  | 100,00                  |
| ↳ Votanti (% su iscritti)  | ↳ Votanti (% su iscritti)              | ↳ Votanti (% su iscritti)  | 33 272                  | 55,05                   |
| ↳ Astenuti (% su iscritti) | ↳ Astenuti (% su iscritti)             | ↳ Astenuti (% su iscritti) | 27 172                  | 44,95                   |
|                            |                                        |                            |                         |                         |
|                            | Esito: collegio confermato a Laburista |                            |                         |                         |

| Partito                    | Partito                                | Candidato                  | Risultati 7 giugno 2001 | Risultati 7 giugno 2001 |
| Partito                    | Partito                                | Candidato                  | Voti                    | %                       |
| -------------------------- | -------------------------------------- | -------------------------- | ----------------------- | ----------------------- |
|                            | Laburista                              | Harry Cohen                | 19 558                  | 58,00                   |
|                            | Conservatore                           | Edward G. Heckels          | 6 654                   | 19,73                   |
|                            | Lib Dem                                | Alexander I.M.C. Wilcock   | 5 389                   | 15,98                   |
|                            | Verdi                                  | Ashley Gunstock            | 1 030                   | 3,05                    |
|                            | Alleanza Socialista                    | Sally A. Labern            | 709                     | 2,10                    |
|                            | UKIP                                   | Michael J. D'Ingurthorpe   | 378                     | 1,12                    |
|                            |                                        |                            |                         |                         |
| Iscritti                   | Iscritti                               | Iscritti                   | 61 549                  | 100,00                  |
| ↳ Votanti (% su iscritti)  | ↳ Votanti (% su iscritti)              | ↳ Votanti (% su iscritti)  | 33 718                  | 54,78                   |
| ↳ Astenuti (% su iscritti) | ↳ Astenuti (% su iscritti)             | ↳ Astenuti (% su iscritti) | 27 831                  | 45,22                   |
|                            |                                        |                            |                         |                         |
|                            | Esito: collegio confermato a Laburista |                            |                         |                         |

## Risultati dei referendum

### Referendum sulla permanenza del Regno Unito nell'Unione europea del 2016
|             | Collegio            | Lasciare UE % | Rimanere in UE % |
| ----------- | ------------------- | ------------- | ---------------- |
|             | Leyton and Wanstead | 37,1%         | 62,9%            |
|             | Inghilterra         | 53,3%         | 46,7%            |
| Regno Unito | 51,9%               | 48,1%         |                  |